# پیت روگولو
پیت روگولو (انگلیسی: Pete Rugolo؛ ۲۵ دسامبر ۱۹۱۵ – ۱۶ اکتبر ۲۰۱۱) آهنگساز و تنظیم‌کننده اهل ایتالیا و ایالات متحده آمریکا بود.
از فیلم‌ها یا مجموعه‌های تلویزیونی که وی در آن‌ها نقش داشته‌است می‌توان به یک میلیون جرینگی، فراری، توما، نوار، هاوایی فایو-او و جک قاتل اشاره نمود.